# 卡焦戈省
卡焦戈省（法語：Kadiogo）是布基納法索的一個省份，也是中央大區唯一的轄省，位於該國中部。面積2,805平方公里。2006年人口1,523,980人。首府瓦加杜古也是國家的首都。
下分7縣。